# Mathilde Schroyens
Mathilde Joséphina Groesser- Schroyens (Mortsel, 28 dicembre 1912 – Anversa, 27 febbraio 1996) è stata una politica belga, membro del Partito Socialista Belga. È stata sindaco di Anversa dal 1977 al 1982.

## Biografia
Figlia di Fons Schroyens, è nata a Mortsel. All'età di quindici anni, ha studiato per diventare insegnante di scuola materna. Dal 1932 al 1940, ha insegnato in una scuola ebraica ad Anversa. Durante la seconda guerra mondiale, è ritornata a studiare ulteriormente presso l'École supérieure Ouvrière a Bruxelles per diventare assistente sociale. Nel 1949 viene eletta alla Camera dei rappresentanti. A partire dal 1952 ha prestato servizio nel consiglio municipale di Anversa. Nel 1977 viene eletta sindaco di Anversa. Dopo aver lasciato il consiglio municipale, ha lavorato come assistente sociale.
Nel 1945 ha sposato Etienne Groesser, morto nel 1977.
È morta ad Anversa all'età di 83 anni nel 1996. 